# جوريانو سيكولي
جوريانو سيكولي (بالإيطالية: Goriano Sicoli)‏ هي بلدية في مقاطعة لاكويلا في إقليم أبروتسو الإيطالي.

## السكان
في سنة 1861 بلغ عدد السكان 1٬203 نسمة، وتطور العدد ليصل في سنة 2011 لـ 597 نسمة.
يظهر هذا المخطط البياني تطور النمو السكاني لـ جوريانو سيكولي